# Venaria Reale
Venaria Reale là một đô thị ở tỉnh Torino trong vùng Piedmont, có vị trí cách khoảng 8 km về phía tây bắc của Torino, nước Ý. Tại thời điểm ngày 31 tháng 12 năm 2004, đô thị này có dân số 35.128 người và diện tích là 20,3 km².
Đô thị Venaria Reale có các frazioni (các đơn vị trực thuộc, chủ yếu là các làng) Altessano.
Venaria Reale giáp các đô thị: Robassomero, Caselle Torinese, Druento, Borgaro Torinese, Torino, Pianezza, và Collegno.

## Main sights
- Palace of Venaria